# Iva Prandzheva
Iva Prandzheva (búlgaro: Ива Пранджева), (Plovdiv, 15 de fevereiro de 1972) é uma ex-atleta búlgara com premiações em salto em distância e salto triplo.
Seu melhor desempenho ocorreu no Campeonato Mundial de 1995, em que obteve sua melhor marca pessoal conquistando a medalha de prata com 15,18 metros. A vencedora da prova, Inessa Kravets, obteve o recorde mundial com 15,50 metros.
Prandzheva competiu nos Jogos Olímpicos de Verão de 1996, mas acabou desclassificada ao ser pega no exame antidoping com a substância metandienona. Aposentou-se após a temporada de 2000.